# Cung điện Staszic
Cung điện Staszic (tiếng Ba Lan: Pałac Staszica, IPA: [ˈpawat͡s staˈʂit͡sa]) là một tòa nhà tại số 72 phố Nowy Świat, Warsaw, Ba Lan. Đây là trụ sở của Viện Hàn lâm Khoa học Ba Lan.

## Lịch sử